# Pont-sur-l'Ognon
Pont-sur-l'Ognon és un municipi francès situat al departament de l'Alt Saona i a la regió de Borgonya - Franc Comtat. L'any 2007 tenia 60 habitants.

## Demografia

### Població
El 2007 la població de fet de Pont-sur-l'Ognon era de 60 persones. Hi havia 24 famílies, de les quals 8 eren unipersonals (8 homes vivint sols), 4 parelles sense fills, 8 parelles amb fills i 4 famílies monoparentals amb fills.
La població ha evolucionat segons el següent gràfic:
Habitants censats

### Habitatges
El 2007 hi havia 32 habitatges, 24 eren l'habitatge principal de la família, 5 eren segones residències i 2 estaven desocupats. 31 eren cases i 1 era un apartament. Dels 24 habitatges principals, 20 estaven ocupats pels seus propietaris i 4 estaven llogats i ocupats pels llogaters; 1 tenia dues cambres, 4 en tenien tres, 6 en tenien quatre i 13 en tenien cinc o més. 21 habitatges disposaven pel capbaix d'una plaça de pàrquing. A 16 habitatges hi havia un automòbil i a 7 n'hi havia dos o més.

### Piràmide de població
La piràmide de població per edats i sexe el 2009 era:
| Homes | Edats   | Dones |
| ----- | ------- | ----- |
| 0     | 95 o +  | 0     |
| 0     | 90 a 94 | 0     |
| 0     | 85 a 89 | 0     |
| 0     | 80 a 84 | 0     |
| 0     | 75 a 79 | 0     |
| 0     | 70 a 74 | 0     |
| 4     | 65 a 69 | 8     |
| 0     | 60 a 64 | 0     |
| 4     | 55 a 59 | 0     |
| 0     | 50 a 54 | 4     |
| 0     | 45 a 49 | 0     |
| 0     | 40 a 44 | 4     |
| 8     | 35 a 39 | 4     |
| 0     | 30 a 34 | 8     |
| 8     | 25 a 29 | 0     |
| 0     | 20 a 24 | 0     |
| 0     | 15 a 19 | 0     |
| 0     | 10 a 14 | 4     |
| 4     | 5 a 9   | 0     |
| 0     | 0 a 4   | 4     |

## Economia
El 2007 la població en edat de treballar era de 34 persones, 26 eren actives i 8 eren inactives. De les 26 persones actives 24 estaven ocupades (12 homes i 12 dones) i 2 estaven aturades (2 dones i 2 dones). De les 8 persones inactives 5 estaven jubilades i 3 estaven classificades com a «altres inactius».
Activitats econòmiques
Dels 3 establiments que hi havia el 2007, 1 era d'una empresa de fabricació d'altres productes industrials, 1 d'una empresa de comerç i reparació d'automòbils i 1 d'una empresa d'hostatgeria i restauració.
L'únic servei als particulars que hi havia el 2009 era un restaurant.
L'any 2000 a Pont-sur-l'Ognon hi havia 6 explotacions agrícoles que ocupaven un total de 423 hectàrees.

## Poblacions més properes
El següent diagrama mostra les poblacions més properes.